# 李秀满
李秀满（： Lee Soo Man，1952年6月18日—），韩国著名歌手及企业家，現任A2O娛樂總製作人，SM娛樂的創辦人，曾為SM娛樂總製作人與理事，被評價為韓流和K-POP的先驅者，提高韓國文化地位及在國際社會中擴展文化外交局面作出貢獻的文化外交先鋒，在韓國文化界與商業界裏重要人士之一，被稱為“文化界總統”。

## 經歷

### 早年生活
學生時代表現頂尖，一路進入第一志願景福高中及首爾大學升學，從1971年開始在咖啡店打工駐唱。

### 歌手生涯（1972年－1980年）
1972年，在哥哥的介紹下，正式出道成為歌手，但之後的三、四年仍未成名。1976年，以《幸福》、《一輪的夢》等作品大紅，一躍成為頂尖歌手。同年獲得「MBC十大歌手歌謠祭」新人歌手獎，1977年被選為十大歌手獎得主的首位。除了在歌唱以外，1977年開始連續四年主持人氣節目「MBC大學歌謠節」，亦受到高評價，在主持方面也逐漸活躍。

### 美國留學（1980年－1985年）
1980年，組成「i·suman·gwa·365Il」（i·suman和365日）樂團，是韓國首創的重金屬搖滾樂團。但新上台的韓國總統全斗煥政權實施言論箝制政策，讓他對演藝界的未來略感失望。1981年，前往美國留學，進入加州州立大學北嶺分校專攻機器人工學的碩士學位。
在美國的他見到美國演藝圈的蓬勃發展，感覺到了其中的商機。他在心中以「在韓國再現美國娛樂業」為目標。

### 音樂製作人（1985年－至今）
1985年，他取得碩士學位後就立刻回國，重新開始娛樂業活動。復歸後，於歌手、廣播主持人和電視主持人等各方面活躍，和歌手李文世與yu·yoru三人結成「馬三三重奏」團體，受到民眾歡迎。他善用當時創新的電子音樂在首爾梨泰院的舞廳當DJ，並在仁川的旅遊景點月尾島經營「海明威」咖啡廳。
1989年，積蓄了兩億韓元作為本錢，設立韩国SM娛樂有限公司前身的「SM企劃」，開始唱片製作。同時也是熱門的電視主持人，風格受到年輕人歡迎。1995年，「SM企劃」正式法人化，成為「韩国SM娛樂有限公司」。
以1996年出道的偶像團體「H.O.T.」的巨大成功為起始，往後15年間繼續打造了眾多巨星及偶像團體（Super Junior成員希澈曾提及SM偶像團名稱亦皆出自李秀滿的創意），並成為韓國最大的娛樂公司。因這些成就，2005年被選為韓國雜誌《時事日報》的「韓國演藝圈最有影響力的人物」，同時在韓國藝術協會主辦的大韓民國藝術獎中受頒「文藝藝術發展人物獎」。2008年獲得金唱片賞的製作人獎。2011年韓國大眾文化藝術賞獲頒成就最高的文化勳章。

#### 2006年
3月12日，李秀满通过SBS 《亚洲showbi三国地李秀满的 CT》获得广泛关注
5月3日，李秀满给哈佛大学MBA学生关于韩流进行演讲
10月，李秀满登上杂志《环球》，关注“全球的明星工厂里，韩国的SM公司

#### 2007年
1月1日洛杉矶时报特别关注李秀满以及韩流
6月5日在首尔清潭洞SM娱乐公司总部，举办了以哈佛大学经济研究学院（MBA）50名学生为对象的的韩流讲课

#### 2008年
4月22日SOHU特别采访， 作为海外人首次登上了“大人物 Big Pot”
5月23日 对35个Cornell University, Johnson Graduate School of Managemen MBA学生访问SM娱乐公司总部。
6月2日45名哈佛大学MBA学生为了从李秀满学韩流战略3年连续访问了SM娱乐公司的总部。
9月10日 Best of Asia, Bring on America! 通过纪念BoA进入美国记者会，BOA作为韩国歌手首次发布进入美国Main Stream
11月 6日 2008 全球人才论坛，‘培养全球音乐人才’为主题进行讲演。

#### 2009年
3月17日担任BoA的美国正规1辑BoA总制片人。
6月23日在Chateau Mouton Rothschild获得了爵士称号（时隔60年进行的首次举办的Chateau Mouton Rothschild爵士授予仪式当中唯一作为文化业内人的身份获得了受奖）

#### 2010年
3月27日，作为亚洲娱乐产业代表人物应邀参加在哈佛大学商学院举行的“2010哈佛x洲商务会”，并发表了题为《不要去割自己的耳朵（Don't try to cut your ears）》的演讲
5月14日好莱坞著名导演詹姆斯卡梅隆以及SM公司理事李秀满等人也出席了该发布会。SM公司在此次新闻发布会上宣布今后将与《阿凡达》团队合作

#### 2011年
3月27日美国 斯坦福大学MBA学生关于《韩流商业战略》进行讲演。
4月19日在斯坦福大学Knight Managemen Center对MBA学生进行了关于《韩流商业战略》讲演。

#### 2012年
4月9日李秀满接受了美国国务卿希拉里的邀请，参加了有希拉里策划的电影试映会
3月4日作为母校人的身份在首尔大学入學式讲演
9月10日 参与SM娱乐公司-三星，共同推进社会贡献事业协议意识

#### 2013年
12月2日，公布的韩国演艺界股票资产排行榜上，以总价1866亿8千万韩元（约10亿7千万元）的股票夺得第一位 。

#### 2014年
4月30日,创立了SM娱乐公司- avex vanguard，日本环球音乐一起成立3家公司'everysing Japan'
5月8日，SM娱乐总裁李秀满、百度董事长兼首席执行官李彦宏出席了韩国SM娱乐与中国百度战略合作发布会。
9月3日寰亚传媒集团有限公司与韩国SM娱乐公司在北京宣布双方签署协议文本

#### 2015年
3月24日与全国经济联合会总裁一起访问 SMTOWN@coexartium
5月21日，在中国“2015年世界知识论坛·中韩企业家高峰论坛”,“中国梦”为主题发表了演讲
10月22日，参加KAIST10周年纪念活动，在发表的演讲中提出“未来是名人与机器人的世界”；
12月4日，出席在重庆雾都宾馆举行的“2015年中国重庆·韩国京畿道文化产业交流大会”，发表了题为《SM眼中的未来世界和中韩合作内容的发展方向》的主题演讲，面向中国市场提出“韩流三阶段论”；
12月28日，在韩国“2015大众文化影响力30大杰出人物”中，李秀满排名首位 。

#### 2016年
1月27日，在韩国首尔三成洞SMTOWN@coexartium出席“SMTOWN：New Culture Technology 2016”，发布SM的2016年新项目以及大型新人男团NCT（Neo Culture Technology）的计划，并介绍了K-POP的未来。
4月9日此次在音乐风云榜年度盛典中获得亚洲最佳制作人奖；
10月27日，“亚洲协会（Asia Society）”“亚洲创变者奖” ；
11月30日参与《第七届成功经济论坛‘AI和韩流的未来’会谈》
12月4日~12月5日李秀满代表韩国文化界参加了‘第11届中日韩贤人会议’ 以“世界级孤立主义的扩散-中韩日应该怎么样行动?”为主题 讲演

#### 2017年
7月20日，李秀满总制作人获得首尔国际论坛灵山外交人士奖委员会“2016 灵山外交人士奖” 
2017年7月20日 出席“首尔国际论坛”，就“以K-POP为桥梁的文化内容外交和SM看的未来论”发表获奖纪念演讲
9月4日 出席“韩国-印度尼西亚文化产品论坛”，就“文化产业的前景和未来以及亚洲国家间合作发展”发表主题演讲
11月，入选美国知名杂志《Variety》评选的“全球最具影响力商业领袖500人” 
12月5日 出席“Maekyung越南论坛”前夜庆典， 就“AI明星虚拟形象和在家享受文化生活的世界将到来”发表主题演讲
2017年12月6日，被2017 Kotler Awards授予”最佳经营者奖” 

#### 2018年
3月22日，《体育东亚》创刊10周年之际，被选为韩国娱乐界最具影响力人士 
6月， 入选美国知名杂志《Variety》选出的“国际音乐领袖2018” ，
6月28日，被2018中韩经营大奖授予“最高经营者奖” ， 
10月 选为“2018领导才能最强经营者”第四名
10月“为国家经济发展做出贡献的经营者”第六名 

#### 2019年
2月21日，韩-印尼内容暨IT协作研讨会”，以基于国家间协作的文化产业和未来战略为主旨发表演说
11月20日，SM娱乐将在首尔举办大型慈善公演 李秀满担任总导演

#### 2020年
1月17日，李秀满连续三年入选美国著名文化杂志《Variety》所公布的“Business Leader 500”。
1月23日，李秀满制作人入选由Billboard选定的能够形成全球音乐产业未来的最具影响力的经营团队22人“The 2020 Billboard Impact List”，作为唯一入选的韩国人，印证了其全球影响力。
2月5日，首次担任其他公司艺人的专辑制作，并取得巨大成功，再次印证了其国际影响力。
2月11日，将作为主题发言人出席全球最大规模的音乐节“西南偏南”，被“西南偏南”称赞为“不断带动亚洲大众音乐发展的领军人物”。
4月23日，在“2016 Asia Game Changer Awards”上获得了由美国亚洲协会颁发的奖项，对于他以韩流改变世界文化产业格局而做出的贡献给予了认可。2017年作为文化人士首次荣获“灵山外交人士”奖，还在“2018中韩经营大奖”中荣获“最佳经营者”奖，被称赞为是对K-POP产生巨大影响的人物。
7月3日，李秀满制作人担任“大韩民国同行购物节特别活动”的非面对面K-POP公演的总导演。
10月28日，作为韩国文化界代表出席了第一届世界文化产业论坛，以“COVID-19之后世界娱乐产业的未来和Culture Universe”为主题进行了演讲，宣告新女子组合aespa成为即将开启未来娱乐的SMCU的第一个项目。
12月9日，在第29界茶山经营奖颁奖典礼上荣获茶山经营奖，创业经营人部门奖项，韩媒赞其是文化总统。
12月29日，入选美国著名大众文化杂志《Variety》所公布的“Variety 500”， 韩国唯一连续四年登榜。

#### 2021年
1月13日，在第10届GAONCHART MUSIC AWARDS中荣获“K-POP贡献奖”，继第一届之后，再次荣获此殊荣。
5月7日，李秀满与Mark Burnett相遇，两位制作人举办为推出NCT-Hollywood的全球选秀节目。
6月23日，在韩国顶尖工科大学进行演讲，提出“未来的制作人是Culture Scientist”。SM娱乐与KAIST签订了业务协议。

7月1日，出席了第二届世界文化产业论坛，以“未来技术变化和K-POP产业的展望”为主题发表了演讲，提到“将来内容的价值会更高”。

9月15日，出席了“Google for Korea”活动，以“K-POP与YouTube相遇取得的成果及未来”为主题发表了演讲，对于K-POP的成长与未来发表了见解。

11月10日，李秀满总制作人以“NFT和Prosumer经济开启的娱乐的Next Level”为主题发表演讲。

12月22日，李秀满入选Variety500 成韩国唯一连续5年进榜者。

#### 2022年
3月，李秀满成为客座教授，他还将参与韩国著名科技大学的人工智能、元宇宙研究。

3月27日，接受中东权威新闻专门频道采访，作为K-POP创始人讲述了约30年间取得全球成功的秘诀与未来娱乐产业的方向性。

3月29日，参与WGS活动小组讨论,表示“通过P2C打造任何人都可以在元宇宙中创作的环境”。

4月7日，李秀满总制作人的K-POP成功系统在中东地区开花结果！阿拉伯各界人士邀请不断。

4月28日，“SM ENTERTAINMENT SQUARE”标识牌在美国洛杉矶中心竖立，标识牌上刻有：“韩流和全球K-POP热潮的开拓者—李秀满总制作人功绩”。

5月20日，受邀出席美国斯坦福大学举办的韩国学会议，发表了主题为“K-POP的未来展望(Future Vision of K-Pop)”的演讲。

6月8日，在SM娱乐圣水洞新办公楼与沙特文化部长官会面，就沙特阿拉伯文化产业发展合作方案进行了深入探讨。

7月7日，在第三届世界文化产业论坛上，发表了主题为“开启元宇宙时代的新愿景：Metaversal Origin Story”的演讲。表示“未来将进入Web3.0时代、IP和内容的时代”

7月19日，出席为纪念中韩建交30周年的“中韩友好论坛”，对于“Web 3.0时代的新共同体，元宇宙文化融合产业的前景”及“中韩文化未来发展”发表了主题演讲。

8月21日，应蒙古文化部长官的邀请访问了蒙古，提出了蒙古未来国家发展的方向及构建文化创造产业系统的蓝图和建议。

8月30日，出席全球基础设施合作会议，提出“未来的建设将成为体现‘创造性’的工具，与文化相融合”。

9月24日，为英国最大的国立博物馆Victoria & Albert Museum举行的“Hallyu！The Korean Wave”展览相关的随笔集撰稿，成为了话题。

11月，CNBC ASIA集中聚焦李秀满总制作人的成功秘诀，介绍李秀满总制作人为“引领K-POP世界化的音乐大师”。

11月29日，李秀满和SM娱乐与沙特观光厅签订业务合作协议 共同实现地球长期可持续发展。

11月29日，李秀满和SM娱乐与沙特文化部签订文化合作MOU。

11月30日，受邀出席了在沙特阿拉伯举办的第22届WTTC全球峰会，发表了主题为《元宇宙时代的旅行：元宇宙和新科技如何改变文化和内容，最终如何改变旅游和旅游产业》的演讲。

#### 2023年
1月1日，李秀满总制作人在可持续性论坛中提出“就像一首歌能改变人生一样，一棵树也能改变世界”。

1月5日，李秀满总制作人在“CES 2023”上表示“应用于尖端技术的内容将成为必备条件”。
1月9日，李秀满总制作人受邀访问世界顶级UAM机体制造企业“Joby Aviation”，讨论机体技术和内容之间的多方面合作。
2月，李秀满因经营权竞争失利而离开SM娱乐。
3月，成立個人公司Blooming Grace。

### 2024年
5月，李秀满在韩国成立娱乐公司A2O娛樂並於12月推出旗下第一組女團A2O MAY。

## 經紀公司

### SM娛樂
在首尔大学以歌手身份出道，歌手事業結束後，转向娱乐业幕后發展。SM Entertainment旗下擁有許多知名藝人，如H.O.T.、S.E.S.、神话、M.I.L.K、BoA、東方神起、天上智喜、Super Junior、少女時代、SHINee、f(x)、EXO、Red Velvet、NCT、aespa以及RIIZE等，而成为韩国第一大娱乐公司。2023年2月，因經營權競爭失利而離開。

### A2O娛樂
A2O娱乐是李秀满与2024年5月成立的经纪公司，总部位于美国，在中国和新加坡设有分部。旗下包含一個女團A2O MAY。

## 音樂作品
- 1983: 행복/한송이 꿈/모든 것 끝난 뒤
- 1989: 끝이 없는 순간
- 1989: 뉴 에이지 2
- 1989: 뉴에이지

## 獎項

### 大型頒獎獎項
| 年份 | 獎項 |
| ---- | --- |
| 1976 | - 表《幸福》、《一轮的梦》。同年，获得“MBC十大歌手歌谣祭”新人歌手奖 |
| 1977 | - 推出自己同名专辑《Lee Soo Man》十大歌手奖得主的首位 |
| 1997 | - SBS首尔歌谣大奖最高策划人奖’ |
| 1998 | - 1SBS歌谣大奖最高策划人奖’ |
| 2000 | - 获得善行艺术人国务总理表彰奖 |
| 2002 | - 大韩民国文商品出口大奖 –音乐部门（BoA日本活动） |
| 2003 | - 大韩民国文商品出口大奖 –音乐部门（BoA日本活动） |
| 2004 | - 年 SBS歌谣大战“年度制作人奖” |
|      | - 韩国大众文化艺术赏－文化勋章 - 第二届大韩民国首尔文化艺术大奖大众歌谣制作人大奖 - 大众音乐专门媒体《大众音乐SOUND》选的‘航过大众音乐POWER’首位 - 2011第十三届经营关联学会同合学术大会第一节强少企业家奖 - 第六届韩-EU商业合作节‘韩-EU合作奖’ - 第一节韩国音乐著作权大奖 专辑制作人奖 - 第十一届声扬国威部门骄傲韩国人大奖 - The Herald Business选定“大众文化POWER LEADER”首位           |
| 2007 | - 获得韩国国际经营学会全球开拓者奖 - 2007年 Moneytoday创刊明星新闻3周年纪念调查“娱乐商业的最有影响力首位” |
| 2008 | - 第23屆韓國金唱片大賞－最佳製作人獎 |
| 2009 | - 在Chateau Mouton Rothschild获得了爵士称号（时隔60年进行的首次举办的Chateau Mouton Rothschild爵士授予仪式当中唯一作为文化业内人的身份获得了受奖） |
| 2012 | - 第1屆Gaon Chart K-POP大獎－K-POP貢獻獎 - 年6月4日美国纽约“Korea Society”55周年 文化奖 - 第1屆Gaon Chart K-POP大獎－K-POP貢獻獎 - 年6月4日美国纽约“Korea Society”55周年 文化奖 |
| 2014 | - Oricon年度热门榜的制作人TOP100中连续3年进入TOP10 |
| 2015 | - The Herald Business选定“大众文化POWER LEADER”首位 |
| 2016 | - 第16屆音樂風雲榜年度盛典－亞洲製作人大獎 |
| 2017 | - 李秀满总制作人以文化界人士身份首次获得首尔国际论坛灵山外交人士奖委员会授予的“2016 灵山外交人士奖” - 入选美国知名杂志《Variety》评选的“全球最具影响力商业领袖500人 - Kotler Awards ”最佳经营者奖” |
| 2018 | - 《体育东亚》创刊10周年之际，被选为韩国娱乐界最具影响力人士 - 入选美国知名杂志《Variety》选出的“国际音乐领袖2018” - 2018中韩经营大奖“最高经营者奖” - 入选“2018领导才能最强经营者”第四名 - “为国家经济发展做出贡献的经营者”第六名 - 2018年被选“大学生评出的最佳CEO”第十名 |
| 2019 | - 5月，李秀满连续三年入选美国知名杂志《Variety》评出的“全球领袖”。 |
| 2020 | - 1月17日，李秀满连续三年入选美国著名文化杂志《Variety》所公布的“Business Leader 500”。 - 1月23日，李秀满制作人入选由Billboard选定的能够形成全球音乐产业未来的最具影响力的经营团队22人“The 2020 Billboard Impact List”，作为唯一入选的韩国人，印证了其全球影响力。 - 12月9日, SM娱乐李秀满荣获茶山经营奖 韩媒赞其是文化总统。 - 12月29日，李秀满入选Variety500榜单 韩国唯一连续四年登榜。 |
| 2021 | - 1月13日，在第10届GAONCHART MUSIC AWARDS中荣获“K-POP贡献奖”，继第一届之后，再次荣获此殊荣。 |